# Clermont (Landes)
Clermont é uma comuna francesa na região administrativa da Nova Aquitânia, no departamento Landes. Estende-se por uma área de 14,85 km². Em 2010 a comuna tinha 800 habitantes (densidade: 53,9 hab./km²).